# 黄雍
黄雍（1900年—1970年2月8日），字剑秋，湖南平江城关镇人。黄埔一期。国民革命军陆军中将。

## 生平
幼年孤苦，曾当过学徒、警察。1918年被湘督赵恒惕通缉出走广州。
三十年代创办中国通讯社，《中华晚报》。 虽然是戴笠“十人团”成员，但从来未参加过军统。